# Atlanti tőrfarkú rák
Az atlanti tőrfarkú rák (Limulus polyphemus) a rákszabásúak (Merostomata) osztályának tőrfarkúak (Xiphosura) rendjébe, ezen belül a tőrfarkú rákfélék (Limulidae) családjába tartozó faj.
Manapság, nemének egyetlen faja. Korábban a Limulus nembe sorolták a mangrové tőrfarkú rákot (Carcinoscorpius rotundicauda) is, Limulus rotundicauda néven.

## Rendszertani besorolása
Habár ennek a tengeri csáprágósnak a nevében a „rák” szó is szerepel, az atlanti tőrfarkú rák nem közeli rokona a valódi rákoknak. Inkább közelebbi rokonságot mutat a pókokkal, kullancsokkal és skorpiókkal.
Korábban a tőrfarkúakat az eurypteridák közé sorolták és a trilobitákkal együtt a legősibb ízeltlábúaknak vélték. Az igaz, hogy hasonló élőlények már léteztek az ordovícium és devon időszakokban, azonban pontosan atlanti tőrfarkú rák kövület még nem került elő azokból az időkből. A legrégebbi Limulus maradványok csak 20 millió évesek (tehát csak miocén koriak), s nem 200 millió évesek.

## Előfordulása
Az atlanti tőrfarkú rák fő előfordulási területe a Mexikói-öböl, de Észak-Amerika keleti részén, egészen a Maine-öbölig mindenütt megtalálható. A szaporodási időszakban a Delaware-öböl partjaira nagy számban jönnek ki. Néha, elvétve, Európába is eljut egy-egy példány.

## Megjelenése
Ez az állat három testrészből áll: a feji részből, a hasi részből és a tüskés farokból, az úgynevezett tőrfarokból. A sima páncélzata lópatkóalakú, színe zöldes szürke vagy sötétbarna. A nemek egyforma alakúak, azonban a nőstények 25-30 százalékkal nagyobbak a hímeknél. A nőstények a tőrfarokkal együtt, körülbelül 60 centiméter hosszúak.
Ha elveszti valamelyik végtagját, a tengericsillagokhoz hasonlóan, képes visszanöveszteni azt. Rengeteg élőlény megtapad, utazik vagy élősködik az atlanti tőrfarkú rák páncélzatán, például: algák, laposférgek, puhatestűek, tengerimakkok és mohaállatok. Ott, ahol sok atlanti tőrfarkú rák él, gyakran partra dobja a tenger, az egészben megmaradt és/vagy összetört, levedlett páncélzatokat.
Az állat agya és szíve a feji részben található. A feji rész alatt hat pár nyúlvány van; ezekből az első pár a kis méretű csáprágók, amelyekkel teszi a szájába a táplálékot. A többi ízeltlábútól eltérően ennek az élőlénynek nincsen állkapcsa.
A második nyúlvány pár, állkapcsi tapogatók, amelyek a járást szolgálják (a hímek esetében a párzásban is szerepük van). A többi nyúlvány is a járást szolgálja, de ezekkel a szétterülő levélszerű nyúlványokkal nem mászik az állat, hanem előrenyomja magát. A hasi részen is van hat pár nyúlvány; az első pár a szaporodáshoz szükséges, míg a többi kopoltyú-szerepet tölt be. Ezekkel a „kopoltyúkkal” egyaránt képes lélegezni a vízben és a szárazon is (addig, amíg nedvesek maradnak).
A tőrfarok segítségével kormányoz, vagy ha a hátára kerül, akkor meg tud fordulni. Az alsó szemei mellett kémiai érzékelők vannak, amelyekkel a szagokat érzékeli.

### Látása
Az évek során számos tudományos kísérlet foglalkozott az atlanti tőrfarkú rák látásával. Sőt, 1967-ben a fiziológiai és orvostudományi Nobel-díjat azoknak adták, akik ezzel foglalkoztak.
A feji rész mindkét felén egy-egy nagy, összetett szem található; ezekkel nem látja a színeket. Az összetett szemek mellett a páncélzaton öt, az alsó részén, a száj előtt két pontszem van. A pontszemek főleg a lárva stádiumban szükségesek. A farkon is vannak fényérzékelő szervei.

### Vére
Az atlanti tőrfarkú rák vérnyirokjában rezet tartalmazó fehérje, úgynevezett hemocianin van; körülbelül 50 gramm literenként. Az állatban nincsen vasat tartalmazó hemoglobin, amely a gerincesek esetében oxigént szállít. A hemocianin színtelen, ha nincs benne oxigén, és sötétkék, ha van benne oxigén. A természetes élőhelyén, ahol hideg van és kevés az oxigén, a tőrfarkú rák "vére" szürkésfehér vagy halványsárga. A hemocianin nem az erekben folyik, hanem a sejtek közti folyadékban.
Ha megsebesül vagy baktériumos fertőzést kap el, akkor a "vérében" található véralvadást okozó sejtek segítségével küzd azok ellen.

## Életmódja
Az állat puhatestűekkel, gyűrűsférgekkel, egyéb fenéklakó gerinctelenekkel és elpusztult halakkal táplálkozik. Mivel nincs állkapcsa, a táplálékot a csáprágókkal és egy zúzógyomorszerű képződménnyel (amelyben homok és kavicsok vannak) dolgozza fel.

## Szaporodása
A telet a kontinentális selfen tölti. Késő tavasszal, a szaporodási időszakban kijön a partra. Előbb a hímek jelennek meg, őket követik a nőstények. A kisebb méretű hímek a párzás előtt akár hónapokig rákapaszkodnak a nőstényekre. Néha egy nőstényre több hím is rákapaszkodhat. A nőstények az évszak legnagyobb dagálya idején érkeznek meg. Amiután a nőstény egy 15-20 centiméter mély homokfészekbe lerakja petéit, a hím megtermékenyíti a hímivarsejtjeivel. A peték száma a nőstény méretétől függ. Általában 15 000-64 000 pete kerül a homokfészekbe.
A petéből a lárva 5-7 napon keresztül egy kis „úszómedencét” alkot, amelyben aztán úszik és fejlődik. Körülbelül 20 nappal később megtörténik az első vedlés. Ezután elhagyja az „úszómedencét”, és bemászik az óceán mélyére, ahol további vedléseken megy keresztül. Mielőtt kilencévesen ivaréretté fejlődne, 17 alkalommal vedlik. Élettartamát nehéz megtudni, de feltételezések szerint körülbelül 20-40 évig élhet.

## Képek

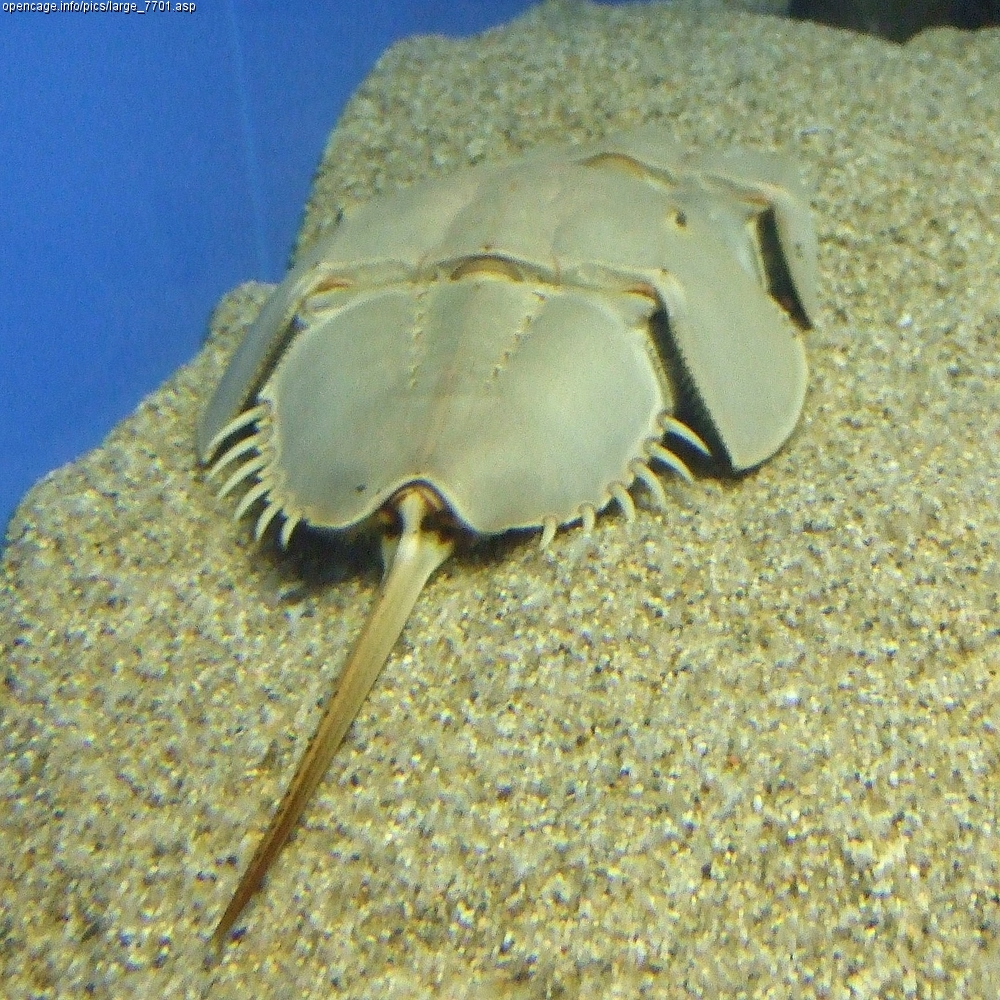
Az állat egy akváriumban
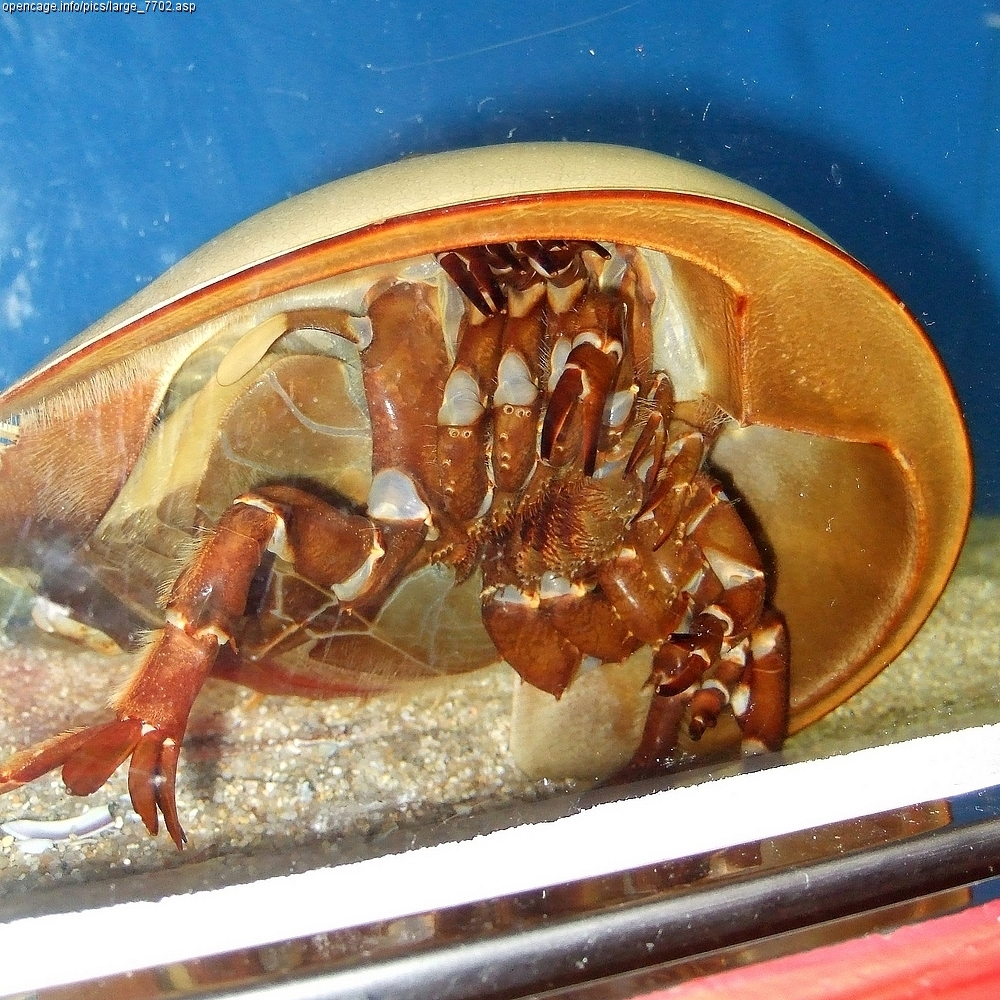
Lábszerű nyúlványai, csáprágói
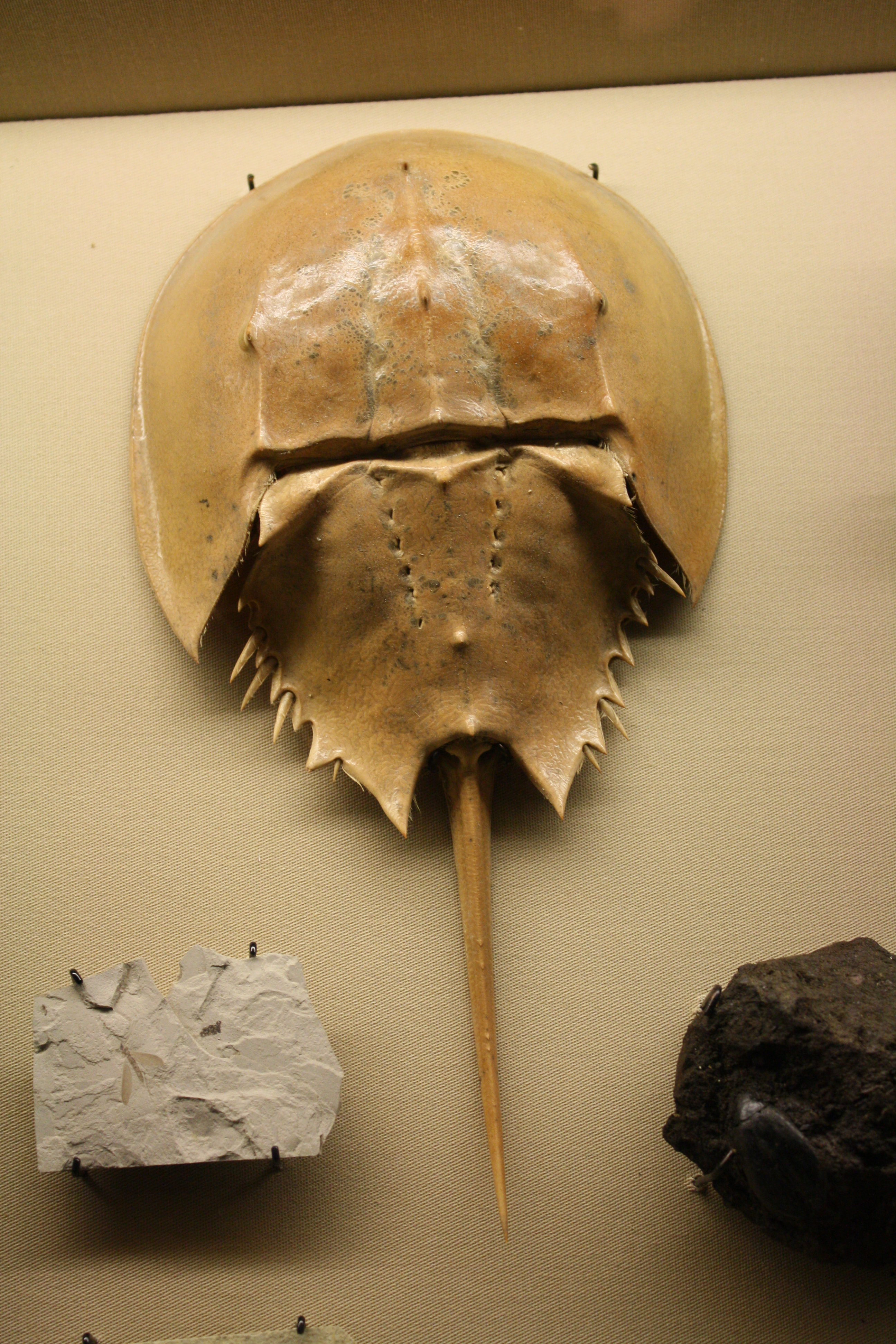
A feji rész oldalán, kiemelkednek az összetett szemek
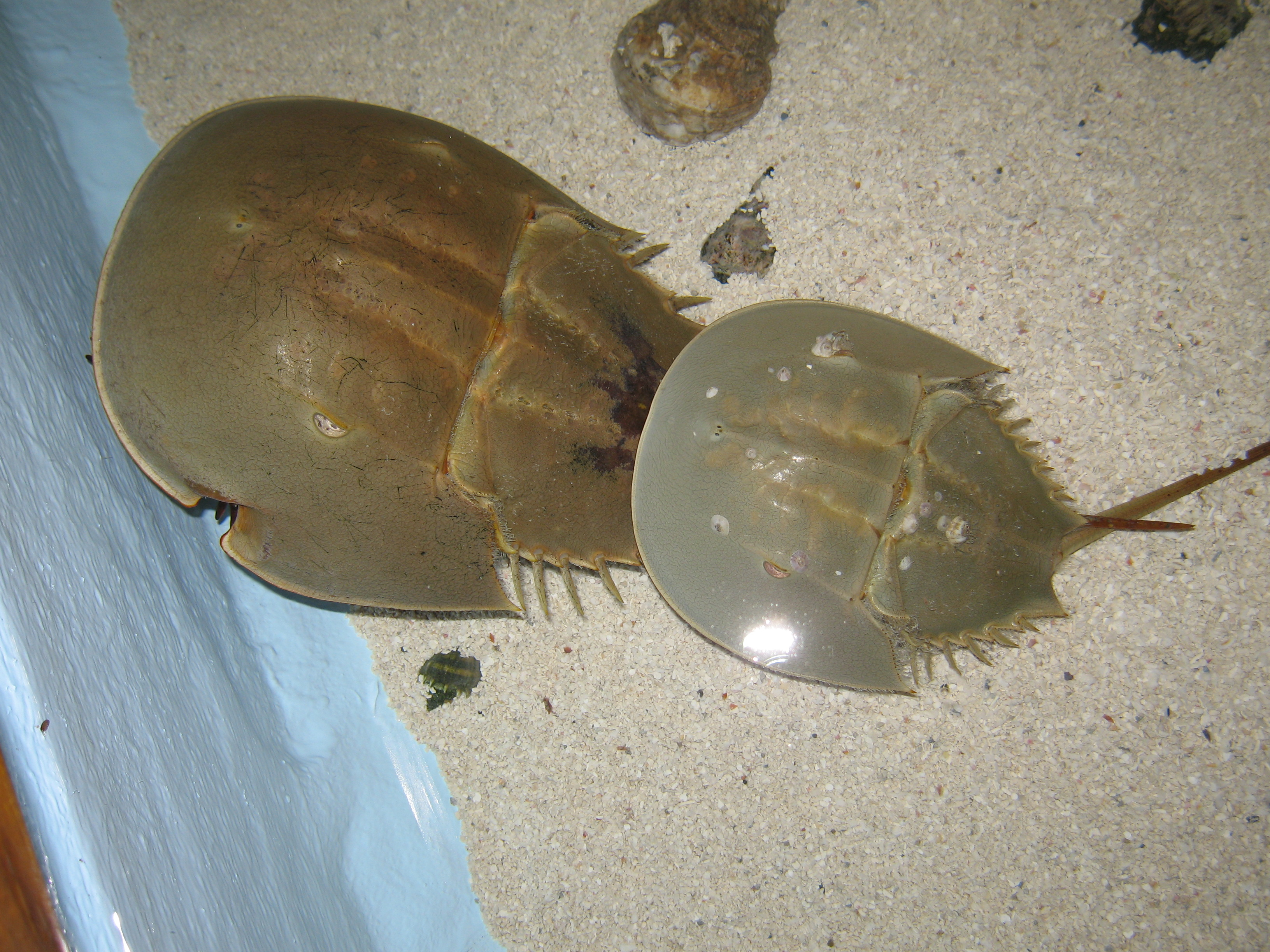
Miközben a hím kapaszkodik a nőstényen

### Fordítás
- Ez a szócikk részben vagy egészben  az   Atlantic horseshoe crab című angol Wikipédia-szócikk ezen változatának fordításán alapul.  Az eredeti cikk szerkesztőit annak laptörténete sorolja fel. Ez a jelzés csupán a megfogalmazás eredetét és a szerzői jogokat jelzi, nem szolgál a cikkben szereplő információk forrásmegjelöléseként.

## További irodalom
- Richard Owen. Anatomy of the king crab (Limulus polyphemus, Latr.). London: Taylor and Francis (1873)